# Нікольський Андрій Володимирович
Андрі́й Володи́мирович Ніко́льський (* 1959, Москва — † 3 лютого 1995) — російський піаніст.

## Біографічні відомості
Навчався в Московській консерваторії в класі Станіслава Нейгауза, а після його смерті — в класі Льва Наумова. У середині 1980-х років емігрував із СРСР.
1987 року здобув перше місце на Міжнародному конкурсі піаністів імені королеви Єлизавети, виступаючи як особа без громадянства.
Загинув в автокатастрофі.

## Електронні джерела
- Спогади Нейгауза-молодшого на сайті Мировської [Архівовано 29 вересня 2007 у Wayback Machine.](рос.)